# Nāḩiyat al Furāt
Nāḩiyat al Furāt (arabiska: ناحية الفرات) är ett underdistrikt i Irak.   Det ligger i provinsen Bagdad, i den centrala delen av landet. Huvudstaden Bagdad ligger i Nāḩiyat al Furāt.